# Результати в реальному часі
Результати в реальному часі — послуга, яку пропонують багато спортивних вебсайтів і телеканалів, а також оператори спортивних ставок в Інтернеті. 
Ідея результатів в реальному часі полягає в тому, щоб надавати інформацію про спортивні результати з різних дисциплін у режимі реального часу. Зазвичай вони безоплатні та мають велику популярність серед любителів ставок на спорт, оскільки дозволяють переглядати зібрані дані про спортивні події. 
У минулому, послуги результатів у реальному часі були доступні лише на телебаченні через телетекст або по радіо. Зараз існує безліч вебсайтів, що надають результати в реальному часі. Деякі сайти надають додаткову інформацію, таку як список гравців, дані про картки, заміни та онлайн-чат, де спортивні вболівальники можуть збиратися та обговорювати поточну подію. Кілька спортивних організацій, таких як Вища бейсбольна ліга і Національна футбольна ліга, створили власні мережі для отримання результатів через мобільні телефони.